# Platystolus monticola
Platystolus monticola is een rechtvleugelig insect uit de familie van de sabelsprinkhanen (Tettigoniidae). De wetenschappelijke naam van deze soort is voor het eerst voorgesteld als Ephippiger monticola door Jean Guillaume Audinet-Serville in een publicatie uit 1838.
Deze soort komt voor in Frankrijk.